# 恰则乡
恰则乡，是中华人民共和国西藏自治区那曲市比如县下辖的一个乡镇级行政单位。

## 行政区划
恰则乡下辖以下地区：
孔玛夺村、帕玛夺村、察隆夺村、曲荣夺村、底吾达村和那通村。